# محمد هدايت نور وحيد
د. محمد هداية نور واحد مواليد 8 أبريل 1960م كلاتين (جاوى الوسطى) سياسي إندونيسي ورئيس مجلس الشورى الشعبي الإندونيسي لعام 2004 / 2009م، ورئيس حزب العدالة والرفاهية الإندونيسي.

## السيرة الدراسية
- المدرسة الابتدائية الحكومية كيبونداليم كبدول 1، براميانان (1973).
- معهد والي سنجو الإسلامي، نجايار يونوروجو الشرقية (1973).
- معهد كلية المعلمين الإسلامية، دار السلام جونتور يونوروجو الشرقية (1978).
- جامعة سونان كاليجوجو الإسلامية الحكومية، يوكياكارتا (كلية الشريعة 1979).
- الجامعة الإسلامية بالمدينة المنورة- كلية الدعوة وأصول الدين (1983). برسالة «موقف اليهود من الأنصار».
- الدراسة العليا أو الماجستير بالجامعة الإسلامية بالمدينة المنورة قسم العقيدة (1987م) برسالة «الباطنيون في إندونيسيا، العرض والدراسة».
- الدراسة العليا لنيل درجة الدكتوراه بالجامعة الإسلامية بالمدينة المنورة قسم العقيدة (1992م) برسالة «النواقض للروافض، تحقيقاً ودراسة».
- العنوان الدائم: -JI. H.Rijin Rt.01/09 No.196 Jati Makmur Pondok Gede Bekasi Indonesia
- العنوان المؤقت: Indonesia -Widya Chandra IV No.16 Jakarta Selatan

## سيرة العمل والوظيفة
1. محاضر في مرحلة الماجستير قسم الدراسات الإسلامية، الجامعة المحمدية بجاكرتا.
2. محاضر في مرحلة الماجستير قسم القانون، الجامعة المحمدية بجاكرتا
3. محاضر في الدراسات العليا بجامعة شريف هداية الله الإسلامية الحكومية بجاكرتا.
4. محاضر في الدراسات العليا بجامعة الشافعية بجاكرتا.
5. العضو الاستشاري للرابطة الإندونيسية للدعاة المركزي بجاكرتا.
6. العضو الاستشاري لهيئة الهلال الأحمر الإندونيسية بجاكرتا

## سيرة الخلفية التنظيمية
1. عضو في اتحاد الطلاب المسلمين (1973م).
2. رئيس مكتب تنسيق حركة الكشاف بدار السلام جونتور 1977- 1978م.
3. عضو في اتحاد الطلبة المسلمين بالجامعة الإسلامية الحكومية يوكياكرنا (1979).
4. كاتب المجلس الاستشاري لاتحاد الطلبة الإندونيسين بالمدينة المنورة (1982- 1983).
5. رئيس اتحاد الطلبة الإندونيسين بالمملكة العربية السعودية (1983- 1985).
6. مؤسس ورئيس مؤسسة أبي ظبي الخيرية (1993 – 1994).
7. عضو هيئة الأوقاف لمعهد دار السلام جونتور يونوروجو 1999 إلى الآن.
8. المنسق الديني للهيئة الإندونيسية للسلام 2001.
9. المنسق للجنة الإندونيسية للتضامن مع شعب العراق 2002.

## الخبرات السياسية
1. رئيس المجلس الاستشاري لحزب العدالة والرفاهية (1998- 2000م). (جناح الإخوان المسلمين في إندونيسيا)
2. رئيس حزب العدالة والرفاهية (2000-2003م).
3. الرئيس العام لحزب العدالة والرفاهية (2003-2004).

## الندوات والأنشطة العلمية
1. حضور دعوة MASG بولاية الينويس الأمريكية لإلقاء اقتراحات علمية.
2. حضور الدعوة الدولية لمنظمة الطلبة المسلمين بإسطنبول تركيا 1996.
3. حضور الندوة الدولية بمدرسة واك تانجونج الإسلامية بسنغافورة 1998.
4. حضور الندوة الدولية من اتحاد المسلمين البريطانيين بمانجستر لندن.
5. إلقاء المقالات العلمية في ندوة الطلبة الإندونيسيين بماليزيا 1999.
6. الندوة الدولية من جامعة الإمام ابن سعود الإسلامية فرع جاكرتا 1999.
7. حضور الندوة الدولية بجامعة بن خلدون بيوجور بالتعاون مع جامعة الإمام ابن سعود الإسلامية فرع جاكرتا 1999.
8. حضور دعوة المهرجان الوطني والندوة الدولية برياض المملكة العربية السعودية 2000.
9. حضور ندوة عن تطور الإسلام بأوروبا من مؤسسة Islamika Forbundebi Sverige ستوكهولم السويد.
10. مشارك في إلقاء مقال في الندوة التي عقدتها وزارة الخارجية اليابانية حول رؤساء الغد/ المستقبل.
11. الندوة الدولية بكوالالمبور ماليزيا كمقترحات لمنظمة المؤتمر الإسلامي.
12. مشارك في الندوة الدولية بالقاهرة عن الدور الإسلامي وحضارة التدويل 2004.
13. حضور ندوة عن مستقبل إندونيسيا «بناء الطبع الزرقاء لدولة إندونيسيا» التي أقامتها اتحاد الطلبة الإندونيسيين بإستراليا 2004.

## المؤلفات
1. التدبر لسورة الكهف.
2. التدبر لسورة يس.
3. إدارة المرحلة الانتقالية نحو مجتمع إندونيسيا المدني.
4. شمولية الإسلام عن الأدب الكلاسيكي.
5. التجديد كحركة.
6. عودة الإسلام والأصولية العلمانية تحت المجهر.
7. البحث عن دراسة حديث مسيوججني.
8. العثورعن إندونيسيا ضد الفساد في الدين.
9. العثور على معنويات بندونج 1950م بمناسبة ذكرى مؤتمر آسيا- أفريقيا الـ 50

## المقدمات للكتب المترجمة التالية
1. مبادئ الإسلام للحياة بقلم الأستاذ صلاح الصاوي.
2. موسوعة فقه المرأة بقلم الأستاذ عبد الكريم زيد.
3. مقدمة دراسة الإسلام بقلم الأستاذ يوسف القرضاوي.
4. السنة كمصدر العلم والحضارة بقلم الأستاذ يوسف القرضاوي.
5. الفتنة الكبرى بقلم الأستاذ أمحزون.
6. محرر لترجمة إندونيسية لتفسير في ظلال القرآن.
7. محرر لترجمة تفسير ابن كثير.

## وصلات خارجية
- موقعه علي الويب باللغة الاندونيسية نسخة محفوظة 29 سبتمبر 2007 على موقع واي باك مشين.
- أبعاد الصراع السياسي في إندونيسيا، برنامج بلا حدود، قناة الجزيرة، 13 يونيو 2001م